# 王家泡
王家泡是一个位于中国吉林省大安县的湖泊，面积约为2.5平方千米，平均水深约为2.5米。